# Championnat d'Estonie de combiné nordique
Cette page recense les podiums des championnats d'Estonie de combiné nordique et ce, depuis l'année 1935.

## Individuel

### Hiver

#### Individuel
| Année | Lieu         | Premier             | Deuxième                 | Troisième                |
| ----- | ------------ | ------------------- | ------------------------ | ------------------------ |
| 1935  | Tallinn      | Otto Tamm           | Sergei Sumeiko           | Konrad Kiili             |
| 1937  | Tallinn      | Aleksander Peepre   | Evald Grahv              | Konrad Kiili             |
| 1938  | Tallinn      | Otto Tamm           | Aleksander Peepre        | Boris Saame              |
| 1940  | Tallinn      | Aleksander Peepre   | Villem Känd              | Helmut Meier             |
| 1941  | Tallinn      | Aleksander Peepre   | Johannes Altsoo          | Villem Känd              |
| 1945  | Võru         | Karl Lont           | Evald Tupits (et)        | Paul Pahla               |
| 1946  | Viljandi     | Hugo Kaselaan       | Paul Pahla               | Karl Lont                |
| 1947  | Võru         | Hugo Kaselaan       | Paul Pahla               | Karl Vesterstein         |
| 1949  | Kääriku (en) | Karl Vesterstein    | Hugo Kaselaan            | Raimond Ranna            |
| 1950  | Võru         | Paul Pahla          | Hugo Kaselaan            | Endel Kull               |
| 1951  | Võru         | Paul Pahla          | Uno Aavola               | Hugo Kaselaan            |
| 1952  | Tallinn      | Ants Aavola         | Osvald Mõttus            | Elmot Heido              |
| 1953  | Võru         | Uno Aavola          | Johannes Peets           | Uno Kajak                |
| 1954  | Otepää       | Uno Aavola          | Hugo Kaselaan            | Osvald Mõttus            |
| 1955  | Otepää       | Uno Kajak           | Uno Aavola               | Hugo Kaselaan            |
| 1956  | Otepää       | Raimond Mürk        | Uno Aavola               | Peeter Saar              |
| 1957  | Otepää       | Boriss Stõrankevitš | Valev Aluvee             | Heido Meema              |
| 1958  | Võru         | Valev Aluvee        | Uno Kajak                | Lembit Tiganik           |
| 1959  | Otepää       | Raimond Mürk        | Valev Aluvee             | Boriss Stõrankevitš      |
| 1960  | Võru         | Vello Laev          | Ants Kõiv                | Heido Meema              |
| 1961  | Toksovo      | Uno Kajak           | Boriss Stõrankevitš      | Dieter Treumann          |
| 1962  | Otepää       | Uno Kajak           | Boriss Stõrankevitš      | Raimond Mürk             |
| 1963  | Otepää       | Boriss Stõrankevitš | Vello Meema              | Heido Meema              |
| 1964  | Otepää       | Heido Meema         | Boriss Stõrankevitš      | Dieter Treumann          |
| 1965  | Otepää       | Tõnu Haljand        | Dieter Treumann          | Vello Kuus               |
| 1966  | Võru         | Tõnu Haljand        | Hasso Jüris              | Dieter Treumann          |
| 1967  | Toksovo      | Harry Arv           | Hasso Jüris              | Raivo Salusaar           |
| 1968  | Otepää       | Tõnu Haljand        | René Meimer              | Hasso Jüris              |
| 1969  | Otepää       | Tõnu Haljand        | Harry Arv                | Rein Kolks               |
| 1970  | Otepää       | Hasso Jüris         | Tiit Talvar              | Tiit Tamm                |
| 1971  | Otepää       | Hasso Jüris         | Tiit Tamm                | Tõnu Haljand             |
| 1972  | Otepää       | Tõnu Haljand        | Tiit Talvar              | Paul Männik              |
| 1973  | Otepää       | Tiit Talvar         | Tiit Tamm                | Tõnu Haljand             |
| 1974  | Otepää       | Tiit Talvar         | Tiit Tamm                | Silver Eljand            |
| 1975  | Otepää       | Tiit Tamm           | Tiit Talvar              | Tõnu Haljand             |
| 1976  | Otepää       | Tiit Talvar         | Hasso Jüris              | Tõnu Haljand             |
| 1977  | Otepää       | Tiit Tamm           | Hasso Jüris              | Silver Eljand            |
| 1978  | Otepää       | Kalev Aigro         | Hasso Jüris              | Andres Kõrve             |
| 1979  | Otepää       | Tiit Tamm           | Kalev Aigro              | Lembit Tagel             |
| 1980  | Otepää       | Kalev Aigro         | Tiit Heinloo             | Enn Talumets             |
| 1981  | Otepää       | Fjodor Koltšin      | Tiit Heinloo             | Kalev Aigro              |
| 1982  | Otepää       | Tiit Heinloo        | Kalev Aigro              | Lembit Tagel             |
| 1983  | Otepää       | Kalev Aigro         | Margus Kangur            | Jaan Vene                |
| 1984  | Otepää       | Mihkel Mürk         | Margus Kangur            | Tõnu Kroon               |
| 1985  | Otepää       | Kalev Aigro         | Jaan Vene                | Rain Pärn                |
| 1986  | Otepää       | Kalev Aigro         | Mihkel Mürk              | Jaan Vene                |
| 1987  | Otepää       | Rain Pärn           | Taivo Tigane             | Toomas Tiru              |
| 1988  | Otepää       | Ago Markvardt       | Kalev Aigro              | Ilmar Aluvee (et)        |
| 1991  | Otepää       | Toomas Tiru         | Ilmar Aluvee (et)        | Janek Solodin            |
| 1992  | Otepää       | Ilmar Aluvee (et)   | Janek Solodin            | Magnar Freimuth          |
| 1993  | Otepää       | Allar Levandi       | Peter Heli               | Roomet Pikkor            |
| 1994  | Otepää       | Magnar Freimuth     | Ago Markvardt            | Ilmar Aluvee (et)        |
| 1995  | Otepää       | Ago Markvardt       | Egon Kärema              | Ilmar Aluvee (et)        |
| 1996  | Otepää       | Ago Markvardt       | Magnar Freimuth          | Tambet Pikkor            |
| 1997  | Otepää       | Magnar Freimuth     | Ilmar Aluvee (et)        | Tambet Pikkor            |
| 1998  | Otepää       | Tambet Pikkor       | Roomet Pikkor            | Ilmar Aluvee (et)        |
| 1999  | Otepää       | Villu Teder         | Rauno Pikkor             | Jens Salumäe             |
| 2000  | Otepää       | Villu Teder         | Rauno Pikkor             | Roomet Pikkor            |
| 2001  | Otepää       | Roomet Pikkor       | Rauno Pikkor             | Tambet Pikkor            |
| 2002  | Otepää       | Rauno Pikkor        | Tambet Pikkor            | Vahur Tasane (de)        |
| 2003  | Otepää       | Vaiko Leetoja       | Arno Halapuu             | Heiko Lind               |
| 2004  | Otepää       | Tambet Pikkor       | Vaiko Leetoja            | Vahur Tasane (de)        |
| 2005  | Otepää       | Tambet Pikkor       | Vahur Tasane (de)        | Kaarel Piho              |
| 2006  | Otepää       | Tambet Pikkor       | Kaarel Piho              | Karl-August Tiirmaa      |
| 2007  | Otepää       | Kaarel Piho         | Kaarel Nurmsalu          | Kail Piho                |
| 2008  | Otepää       | Karl-August Tiirmaa | Pas d'autres concurrents | Pas d'autres concurrents |
| 2009  | Otepää       | Karl-August Tiirmaa | Kaarel Nurmsalu          | Kail Piho                |
| 2010  | Otepää       | Kaarel Nurmsalu     | Karl-August Tiirmaa      | Kail Piho                |
| 2011  | Otepää       | Kail Piho           | Karl-August Tiirmaa      | Han Hendrik Piho         |
| 2012  | Otepää       | Han Hendrik Piho    | Karl-August Tiirmaa      | Tanel Levkoi             |
| 2013  | Otepää       | Han Hendrik Piho    | Kail Piho                | Kristjan Ilves           |
| 2014  | Otepää       | Kristjan Ilves      | Mihkel Oja               | Stever Liivamägi         |

#### Sprint
| Année | Lieu   | Premier       | Deuxième          | Troisième     |
| ----- | ------ | ------------- | ----------------- | ------------- |
| 1999  | Otepää | Villu Teder   | Roomet Pikkor     | Jens Salumäe  |
| 2000  | Otepää | Tambet Pikkor | Rauno Pikkor      | Villu Teder   |
| 2002  | Otepää | Jens Salumäe  | Vahur Tasane (de) | Rauno Pikkor  |
| 2003  | Otepää | Tambet Pikkor | Vahur Tasane (de) | Vaiko Leetoja |
| 2004  | Otepää | Kaarel Piho   | Alar Asuküll      | Elar Asuküll  |
| 2005  | Otepää | Kaarel Piho   | Aldo Leetoja      | Alar Kukka    |
| 2006  | Otepää | Tambet Pikkor | Tanel Levkoi      | Aldo Leetoja  |

### Été

#### Individuel
| Année | Lieu            | Premier           | Deuxième            | Troisième           |
| ----- | --------------- | ----------------- | ------------------- | ------------------- |
| 1964  | Tallinn         | Uno Kajak         | Vello Kuus          | Boriss Stõrankevitš |
| 1965  | Tallinn         | Tõnu Haljand      | Vello Kuus          | H. Počokins         |
| 1966  | Tallinn         | Tõnu Haljand      | Raivo Salusaar      | Kalju Veski         |
| 1967  | Tallinn         | Tõnu Haljand      | Hasso Jüris         | Harry Arv           |
| 1968  | épreuve annulée | épreuve annulée   | épreuve annulée     | épreuve annulée     |
| 1969  | épreuve annulée | épreuve annulée   | épreuve annulée     | épreuve annulée     |
| 1970  | Tallinn         | Tõnu Haljand      | Hasso Jüris         | Tiit Talvar         |
| 1971  | Tallinn         | Tõnu Haljand      | Tiit Talvar         | Hasso Jüris         |
| 1972  | Tallinn         | Tõnu Haljand      | Tiit Talvar         | Tiit Tamm           |
| 1973  | Otepää          | Tõnu Haljand      | Tiit Talvar         | Hasso Jüris         |
| 1974  | Tallinn         | Tiit Talvar       | René Meimer         | Tõnu Haljand        |
| 1975  | épreuve annulée | épreuve annulée   | épreuve annulée     | épreuve annulée     |
| 1976  | épreuve annulée | épreuve annulée   | épreuve annulée     | épreuve annulée     |
| 1977  | épreuve annulée | épreuve annulée   | épreuve annulée     | épreuve annulée     |
| 1978  | épreuve annulée | épreuve annulée   | épreuve annulée     | épreuve annulée     |
| 1979  | épreuve annulée | épreuve annulée   | épreuve annulée     | épreuve annulée     |
| 1980  | Otepää          | Tiit Heinloo      | Avo Tomingas        | Priit Teder         |
| 1981  | Otepää          | Tiit Heinloo      | Lembit Tagel        | Avo Tomingas        |
| 1982  | Otepää          | Kalev Aigro       | Tiit Heinloo        | Eero Eensalu        |
| 1983  | Otepää          | Kalev Aigro       | Jaan Vene           | Taivo Tigane        |
| 1984  | Otepää          | Kalev Aigro       | Jaan Vene           | Toomas Tiru         |
| 1985  | Otepää          | Kalev Aigro       | Rain Pärn           | Kair Tammel         |
| 1986  | Otepää          | Kalev Aigro       | Peter Heli          | Rain Pärn           |
| 1987  | Otepää          | Kalev Aigro       | Peter Heli          | Rain Pärn           |
| 1988  | Otepää          | Kalev Aigro       | Rain Pärn           | Ilmar Aluvee (et)   |
| 1989  | Otepää          | Allar Levandi     | Toomas Tiru         | Kalev Aigro         |
| 1990  | Otepää          | Toomas Tiru       | Ilmar Aluvee (et)   | Peter Heli          |
| 1991  | Tallinn         | Allar Levandi     | Peter Heli          | Ago Markvardt       |
| 1992  | Tallinn         | Ilmar Aluvee (et) | Magnar Freimuth     | Peter Heli          |
| 1993  | Tallinn         | Ilmar Aluvee (et) | Veiko Hõrak         | Kalle Talvar        |
| 1994  | Tallinn         | Magnar Freimuth   | Ilmar Aluvee (et)   | Peter Heli          |
| 1995  | Otepää          | Magnar Freimuth   | Ago Markvardt       | Egon Kärema         |
| 1996  | Otepää          | Magnar Freimuth   | Ago Markvardt       | Ilmar Aluvee (et)   |
| 1997  | Otepää          | Magnar Freimuth   | Ago Markvardt       | Tambet Pikkor       |
| 1998  | Otepää          | Tambet Pikkor     | Magnar Freimuth     | Rauno Pikkor        |
| 1999  | Otepää          | Villu Teder       | Roomet Pikkor       | Jaak Lukk           |
| 2000  | Otepää          | Rauno Pikkor      | Tambet Pikkor       | Villu Teder         |
| 2001  | Otepää          | Tambet Pikkor     | Rauno Pikkor        | Villu Teder         |
| 2002  | Otepää          | Tambet Pikkor     | Rauno Pikkor        | Vahur Tasane (de)   |
| 2003  | Otepää          | Vahur Tasane (de) | Vaiko Leetoja       | Egert Malts (de)    |
| 2004  | Otepää          | Vahur Tasane (de) | Tambet Pikkor       | Kaarel Piho         |
| 2005  | Otepää          | Tambet Pikkor     | Kaarel Piho         | Egert Malts (de)    |
| 2006  | Otepää          | Tambet Pikkor     | Tanel Levkoi        | Kaarel Piho         |
| 2007  | épreuve annulée | épreuve annulée   | épreuve annulée     | épreuve annulée     |
| 2008  | Otepää          | Kaarel Piho       | Kail Piho           | Kaarel Nurmsalu     |
| 2009  | Otepää          | Kaarel Nurmsalu   | Aldo Leetoja        | Karl-August Tiirmaa |
| 2010  | Otepää          | Kaarel Nurmsalu   | Kail Piho           | Aldo Leetoja        |
| 2011  | Otepää          | Kail Piho         | Karl-August Tiirmaa | Kaarel Piho         |
| 2012  | Otepää          | Han Hendrik Piho  | Karl-August Tiirmaa | Kristjan Ilves      |
| 2013  | Otepää          | Han Hendrik Piho  | Kristjan Ilves      | Karl-August Tiirmaa |

#### Sprint
| Année | Lieu   | Premier         | Deuxième     | Troisième |
| ----- | ------ | --------------- | ------------ | --------- |
| 2008  | Otepää | Kaarel Nurmsalu | Aldo Leetoja | Kail Piho |

## Équipe

### Hiver
| Année | Lieu   | Premier                                                               | Deuxième                                                       | Troisième                                                        |
| ----- | ------ | --------------------------------------------------------------------- | -------------------------------------------------------------- | ---------------------------------------------------------------- |
| 1980  | Otepää | Otepää Dünamo- Heino Sõna - Priit Teder - Eero Eensalu                | Tallinna Dünamo I- Arbo Levandi - Tiit Heinloo - Allar Levandi | Tallinna Dünamo II- Kair Tammel - Anatoli Viktorov - Mihkel Mürk |
| 1981  | Otepää | Tallinna I- Margus Kangur - Hillar Hein - Tiit Heinloo                | Valga raj I- Avo Tomingas - Kalev Aigro - Lembit Tagel         | Tallinna II- Anatoli Viktorov - Allar Levandi - Jarek Ruljand    |
| 1982  | Otepää | Otepää Dünamo- Eero Eensalu - Lembit Tagel - Kalev Aigro              | Tallinna Kalev- Jarek Ruljand - Kalev Liebert - Kalle Hallik   | Tallinna Dünamo- Karl Spiegel - Kair Tammel - Allar Levandi      |
| 1985  | Otepää | Tallinna I- Kair Tammel - Rainer Tammet - Allar Levandi               | Rakvere raj- Hillar Hein - Eero Eensalu - Kalev Aigro          | Tartu raj- Andrus Ilves - Olev Madi - Rain Pärn                  |
| 1987  | Otepää | Tallinna Lenini raj LNSK- Rainer Tammet - Janek Solodin - Toomas Tiru | Tallinna Dünamo- Mati Laiv - Mart Ahun - Mart Massur           | Valga raj Dünamo- R. Lehtmets - Erki Talvar - Taivo Tigane       |
| 1988  | Otepää | Tartu raj Dünamo I- Ago Markvardt - Andrus Ilves - Rain Pärn          | Tartu raj Dünamo II- Alo Raudik - Toomas Ilves - Hannes Naur   | Tallinna Dünamo I- Ilmar Aluvee (et) - Janek Solodin - Jaak Luik |
| 2009  | Otepää | SuK Telemark- Aldo Leetoja - Kaarel Nurmsalu                          | SÜ Taevatäht I- Kail Piho - Kaarel Piho                        | Otepää SK I- Alar Kukka - Karl-August Tiirmaa                    |
| 2011  | Otepää | SÜ Taevatäht- Kail Piho - Han Hendrik Piho                            | Otepää SK- Alar Kukka - Karl-August Tiirmaa                    | Elva SuK- Karl Mustjõgi - Kristjan Ilves                         |
| 2012  | Otepää | SÜ Taevatäht- Kail Piho - Han Hendrik Piho                            | Elva SuK- Rauno Loit - Kristjan Ilves                          | Otepää SK I- Mihkel Oja - Karl-August Tiirmaa                    |
| 2013  | Otepää | SÜ Taevatäht II- Mats Piho (pl) - Han Hendrik Piho                    | Elva SuK I- Rauno Loit - Kristjan Ilves                        | SÜ Taevatäht I- Kail Piho - Kaarel Piho                          |

### Été
| Année | Lieu   | Premier                                     | Deuxième                                                     | Troisième                                             |
| ----- | ------ | ------------------------------------------- | ------------------------------------------------------------ | ----------------------------------------------------- |
| 2010  | Otepää | Otepää SK- Alar Kukka - Karl-August Tiirmaa | SÜ Taevatäht- Kail Piho - Han Hendrik Piho                   | Põhjakotkas / SuK Telemark- Rauno Loit - Aldo Leetoja |
| 2011  | Otepää | SÜ Taevatäht- Kail Piho - Han Hendrik Piho  | Otepää SK / SuK Telemark- Karl-August Tiirmaa - Aldo Leetoja | Elva SuK- Karl Mustjõgi - Kristjan Ilves              |